# Weird Dreams
Weird Dreams est un jeu d'aventure développé par Rainbird Software et édité en 1988 par Rainbird Software sur MSDOS.

## Avant Propos
Le jeu est raconté à partir d'une nouvelle de 64 pages et 19 chapitres écrite par Rupert Goodwins. Cette nouvelle était fournie avec la boite du jeu et permettait d'en apprendre davantage sur le personnage principal. Cette nouvelle permet également à l'éditeur de se prémunir contre les copies du jeu puisqu'il est demandé au joueur de taper un mot issu d'un paragraphe sur une page donnée.

## Scénario
La trame de l'histoire est racontée dans la nouvelle. Steve, le héros, est amoureux de sa collègue Emily. Cette dernière, à l'insu de Steve, est possédée par un démon nommé Zelloripus qui a été banni sur Terre, dépouillé de la plupart de ses pouvoirs, et enfermé dans le corps d'une femme humaine en raison de crimes non spécifiés commis sur d'autres démons.
Emily, voyant une chance de laisser quelqu'un d'autre souffrir à sa place, fait croire à Steve que prendre trois pilules de sa propre confection vont l'aider à soigner sa grippe. Les pilules le guérissent effectivement mais permettent surtout à Zelloripus d'accéder à son corps et à son esprit. Ses rêves deviennent excessivement étranges, réels et douloureux. Le psychiatre de Steve ne comprenant pas d'où lui viennent ses rêves lui conseille de consulter un neurochirurgien. Sa santé finit par décliner de manière spectaculaire et il décide d'avoir recours à une chirurgie du cerveau afin d'arrêter les rêves. Sous anesthésie, il est projeté dans un de ses rêves, peut-être le dernier...

## Système de jeu
Weird Dreams démarre à la fin de la nouvelle de Rupert Goodwins. Steve est alors sur la table d'opération et on voit plusieurs médecins tenter de le soigner.
Il est contrôlé par le joueur à travers plusieurs niveaux surréalistes et horrifiques. Il peut collecter plusieurs objets afin de l'aider à combattre les monstres selon les différents niveaux. Sauf exception, ces objets ne peuvent être transportés dans les autres niveaux.
Steve meurt instantanément s'il est touché par un ennemi. Il peut également mourir s'il reste trop longtemps dans un niveau où le décor peut tomber en ruine, tuant ainsi le personnage. Ce dernier dispose de 5 vies, il n'y a pas de point de sauvegarde dans le jeu. Quand les 5 vies sont perdues, Steve se retrouve sur la table d'opération et meurt. 
Il est possible d'activer un cheat code officiel dans le jeu, donnant accès aux vies infinies, en se plaçant dans le miroir de droite du hall au miroirs (qui fait office de hub) et en entrant le code morse pour S.O.S. (3 frappes longues, 3 frappes courtes, 3 frappes longues) à l'aide d'une touche spécifique du clavier (touche 'Help' sur Atari ST).

## Développement
Le jeu fut conçu par les développeurs et il fut demandé à Rupert Goodwins d'écrire la nouvelle étant incluse avec le jeu. À l'origine, le personnage principal devait simplement rêver pendant son opération. S'il perdait, il devait alors être réveillé pendant toute son opération.
Rainbird Software insista sur le fait que cette partie avait été modifiée à la suite de véritables histoires où certains patients avaient effectivement été entièrement réveillés pendant leur opération à la suite d'anesthésies n'ayant pas fonctionné.
Les différents niveaux du jeu ont été inspirés par les tableaux de Salvador Dali et des cartoons de Terry Gilliam pour les Monty Python. L'un des développeurs avait une phobie du dentiste d'où les nombreux monstres avec des dents.
Le développement du jeu a duré un an.

## Réception critique
Le jeu reçut des avis partagés. Les critiques s'accordent à dire que le jeu est visuellement impeccable mais la difficulté du jeu extrême, des temps de chargement très longs et une musique très moyenne ont pesé dans la balance.